# Чут Няк Дин

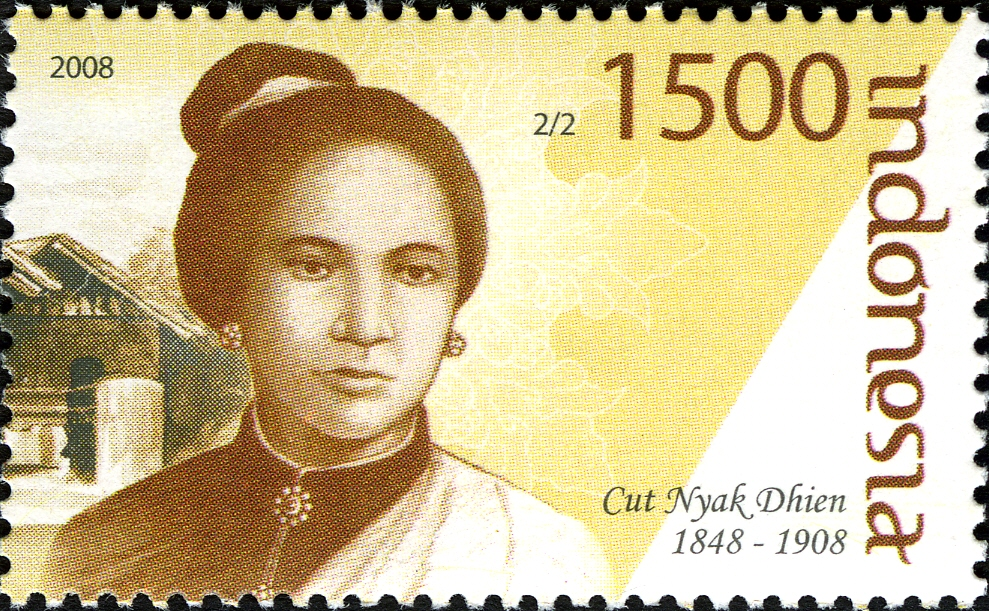
Чут Няк Дин на почтовой марке 2008 г.

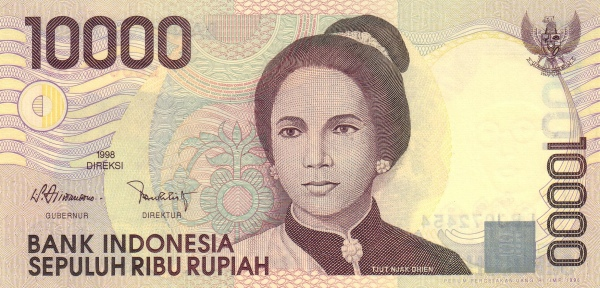
Чут Няк Дин на банкноте 10000 индонезийских рупий 1998—2005 гг.

Чут Няк Дин (1848, Лампаданг (ныне Большой Ачех), султанат Ачех — 6 ноября 1908, Сумеданг, Западная Ява, похоронена в городе Гунунг-Пуюх, Сумеданг) — индонезийская ачехская военная деятельница, Национальный герой Индонезии (посмертно), сражавшаяся против нидердландских колонизаторов в период Ачехской войны. Происходила из зажиточной семьи народа минангкабау. После атаки голландцев на Ви Муким она находилась в эвакуации, пока её муж, Теуку Ибрагим Ламнга, сражался с голландцами. Ибрагим Ламнга был убит в бою у Гле Тарум 29 июня 1878 года, что привело к озлоблению со стороны Чут Няк Дин и принятию ей обета изгнать голландцев из Ачеха.
Теуку Умар, один из лидеров борьбы ачехцев против Нидерландов, сделал предложение Чут Няк Дин. Она сначала отказала ему, но затем, когда Теуку Умар позволил ей сражаться рядом с ним поле боя, согласилась выйти за него замуж в 1880 году. У них родилась дочь, названная Чут Гамбанг. После заключения брака с Умаром она вместе с ним сражалась против Нидерландов. Когда Теуку Умар погиб во время нападения голландцев Меулабох 11 февраля 1899 года, она сама встала во главе выживших под Меулабохом ачехских солдат и продолжала сопротивление голландцам. К этому времени Чут Няк Дин постарела и страдала от миопии и подагры, и один из её офицеров, Пан Лаот, сообщил голландцам её местонахождение из жалости к ней. В итоге она была схвачена голландцами, арестована и доставлена в Банда-Ачех, где её стали лечить. Однако её присутствие по-прежнему поддерживало дух сопротивления народа Ачеха, и она, как считалось, по-прежнему контактировала с ачехскими повстанцами, которые не были пойманы и которых возглавляла её дочь. В результате Дин была выслана в Сумеданг. Она умерла 6 ноября 1908 года и была похоронена в городе Гунунг-Пуюх, Сумеданг.